# Festival d'Avignon
Ne doit pas être confondu avec Festival Off d'Avignon.
Le Festival d'Avignon est la plus importante manifestation de théâtre et de spectacle vivant du monde, par le nombre de créations et de spectateurs réunis.
Fondé en septembre 1947 par Jean Vilar avec l'aide de Jean Rouvet, sur la suggestion des marchands de tableaux Yvonne et Christian Zervos, ce festival des arts du spectacle est considéré comme le plus ancien et le plus célèbre de France. À l'origine simple Semaine d'art dramatique offrant alors trois créations dans trois lieux scéniques différents, cet événement devient en juillet 1948 le Festival d'Avignon.
La cour d'honneur du Palais des papes est le berceau du festival, qui investit plus de 30 lieux de la ville, classée au patrimoine mondial de l'Unesco, et sa région, dans des ouvrages d'art mais aussi des gymnases, cloîtres, chapelles, jardins, carrières, églises.

## Historique et directions du Festival d'Avignon
Les prémices : en 1923, Hector Jacomet, négociant, industriel originaire de Villedieu dans le Vaucluse et également éditeur, crée le premier cycle théâtral de plein air, en installant la scène, non pas dans la cour d'honneur mais du côté de la rampe menant au jardin des Doms. En août 1923 sont données trois pièces dont La Fille de Roland d'Henri de Bornier et, le 12, Severo Torelli, drame en cinq actes et en vers de François Coppée.

### Naissance et direction sous Jean Vilar

#### 1947, la semaine d'art dramatique

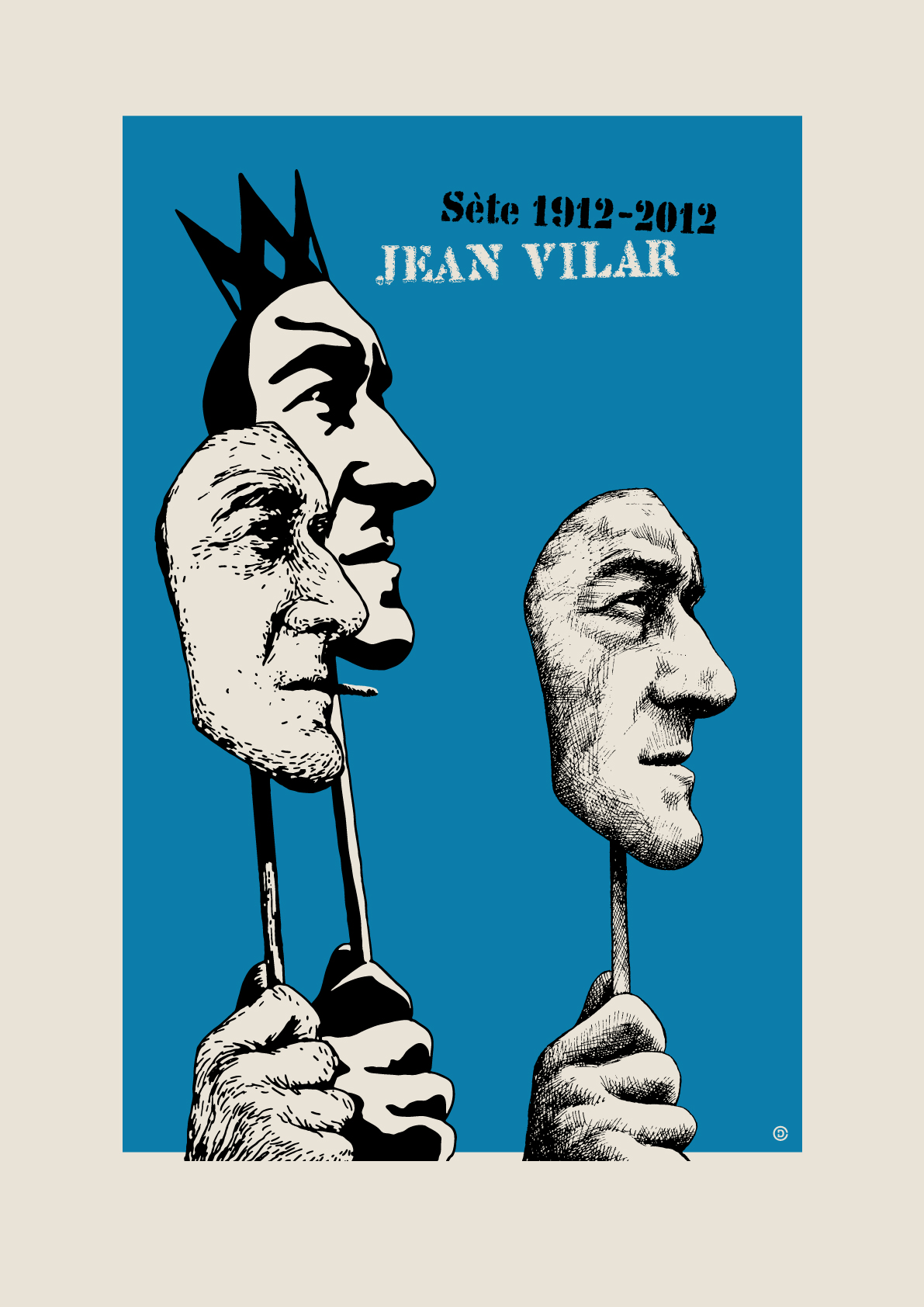
Jean Vilar (1912-2012).

Dans le cadre d'une exposition d'art moderne (art plastique et pictural) qu'ils organisent dans la grande chapelle du palais des papes d'Avignon, le critique d'art Christian Zervos et le poète René Char suggèrent en 1947 à Jean Vilar, comédien, metteur en scène et directeur de troupe, de proposer à la ville de créer une « semaine d'art dramatique ».
Jean Vilar refuse tout d'abord de mettre en œuvre ce projet, doutant de sa faisabilité technique, et le maire d'Avignon Georges Pons ne lui apporte pas le soutien escompté.
La municipalité, qui veut faire renaître la ville par les reconstructions mais aussi la culture à la suite des bombardements d'avril 1944, donne enfin son accord au projet et la cour d'honneur du Palais des papes est aménagée. Jean Vilar peut créer « Une semaine d'art en Avignon » du 4 au 10 septembre 1947. Ce sont 4 800 spectateurs, dont 2 900 payants (le grand nombre d'invités a d'ailleurs été reproché), qui assistent dans trois lieux (la cour d'honneur du Palais des papes, le théâtre municipal et le verger d'Urbain V), à sept représentations des « trois créations » :
- La Tragédie du roi Richard II de Shakespeare,
- La Terrasse de midi de Maurice Clavel, une pièce méconnue d'un auteur encore inconnu, et
- L'Histoire de Tobie et de Sara de Paul Claudel[3],[4].

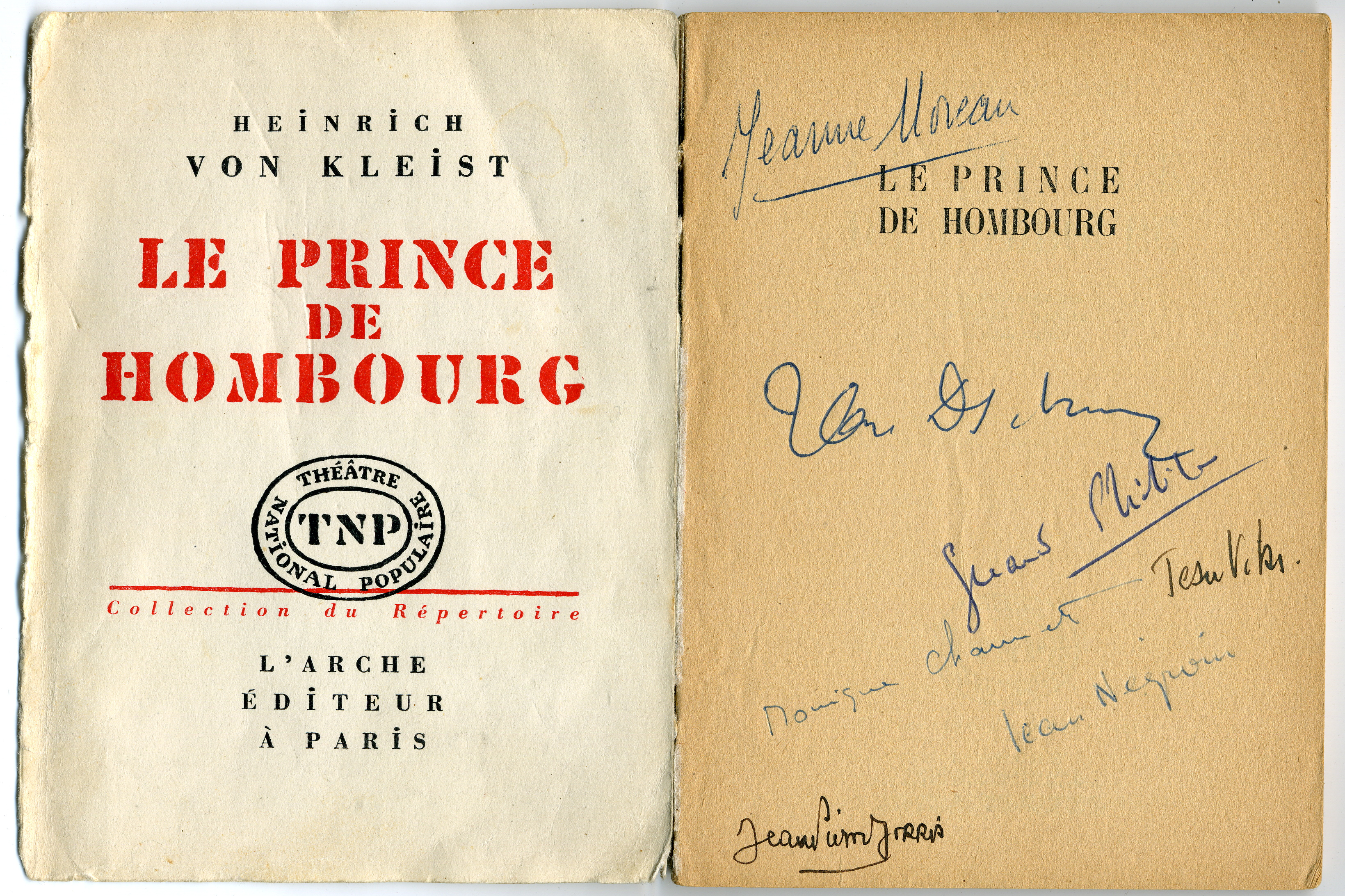
Festival d'Avignon 1952 : Jeanne Moreau, Jean Deschamps, Gérard Philipe, Monique Chaumette, Jean Vilar, Jean Negroni, Charles Denner...

Fort du succès d'estime initial, Jean Vilar revient l'année suivante pour une Semaine d'art dramatique, avec la reprise de La Tragédie du roi Richard II, et les créations de La Mort de Danton de Georg Büchner et Shéhérazade de Jules Supervielle, qu'il met en scène toutes trois.
Il s'attache une troupe d'acteurs qui vient désormais chaque année réunir un public de plus en plus nombreux et de plus en plus fidèle.
Ces jeunes talents, ce sont notamment : Jean Négroni, Germaine Montero, Alain Cuny, Michel Bouquet, Jean-Pierre Jorris, Silvia Monfort, Jeanne Moreau, Daniel Sorano, Maria Casarès, Philippe Noiret, Monique Chaumette, Jean Le Poulain, Charles Denner, Jean Deschamps, Georges Wilson... Gérard Philipe, déjà célèbre à l'écran, rejoint la troupe à la reprise du TNP en 1951, et en devient l'icône, avec ses rôles du Cid et du Prince de Hombourg.
Le succès est croissant, malgré des critiques parfois très virulentes ; Vilar est ainsi traité de « stalinien », « fasciste », « populiste » et « cosmopolite ». La sous-directrice des spectacles et de la musique Jeanne Laurent apporte son soutien à Vilar et le nomme en 1951 à la tête du TNP, dont les spectacles alimentent dès lors le festival jusqu'à ce que Georges Wilson le remplace à Chaillot en 1963.
Les rares metteurs en scène invités sont issus du TNP : Jean-Pierre Darras en 1953, Gérard Philipe en 1958, Georges Wilson en 1953 puis à partir de 1964, moment où Vilar ne monte plus de pièces. Sous le nom de Festival d'Avignon à partir de 1954, l'œuvre de Jean Vilar grandit, donnant corps à l'idée de théâtre populaire de son créateur et mettant en lumière la vitalité de la décentralisation théâtrale à travers les créations du TNP.
C'est vers 1958 que les fameuses trompettes (inspirées par les fanfares de Lorenzaccio composées par Maurice Jarre) vont commencer à résonner afin d'indiquer que la représentation va commencer (ces trompettes sonnent toujours aujourd'hui[Quand ?] l'imminence de la représentation).
Dans le courant de l'éducation populaire, mouvements de jeunesse et réseaux laïques participent au renouveau militant du théâtre et de son public, invité à participer à des lectures et des débats sur l'art dramatique, les nouvelles formes de mise en scène, les politiques culturelles, etc.
En 1965, la troupe de Jean-Louis Barrault de l'Odéon-Théâtre de France présente Numance, ce qui marque le début d'une importante ouverture qui se marquera, à partir de 1966, par l'extension de la durée à un mois et par l'accueil, outre les productions du TNP, de deux créations du théâtre de la Cité de Roger Planchon et Jacques Rosner, labellisé troupe permanente, et neuf spectacles de danse de Maurice Béjart avec son Ballet du XXe siècle.

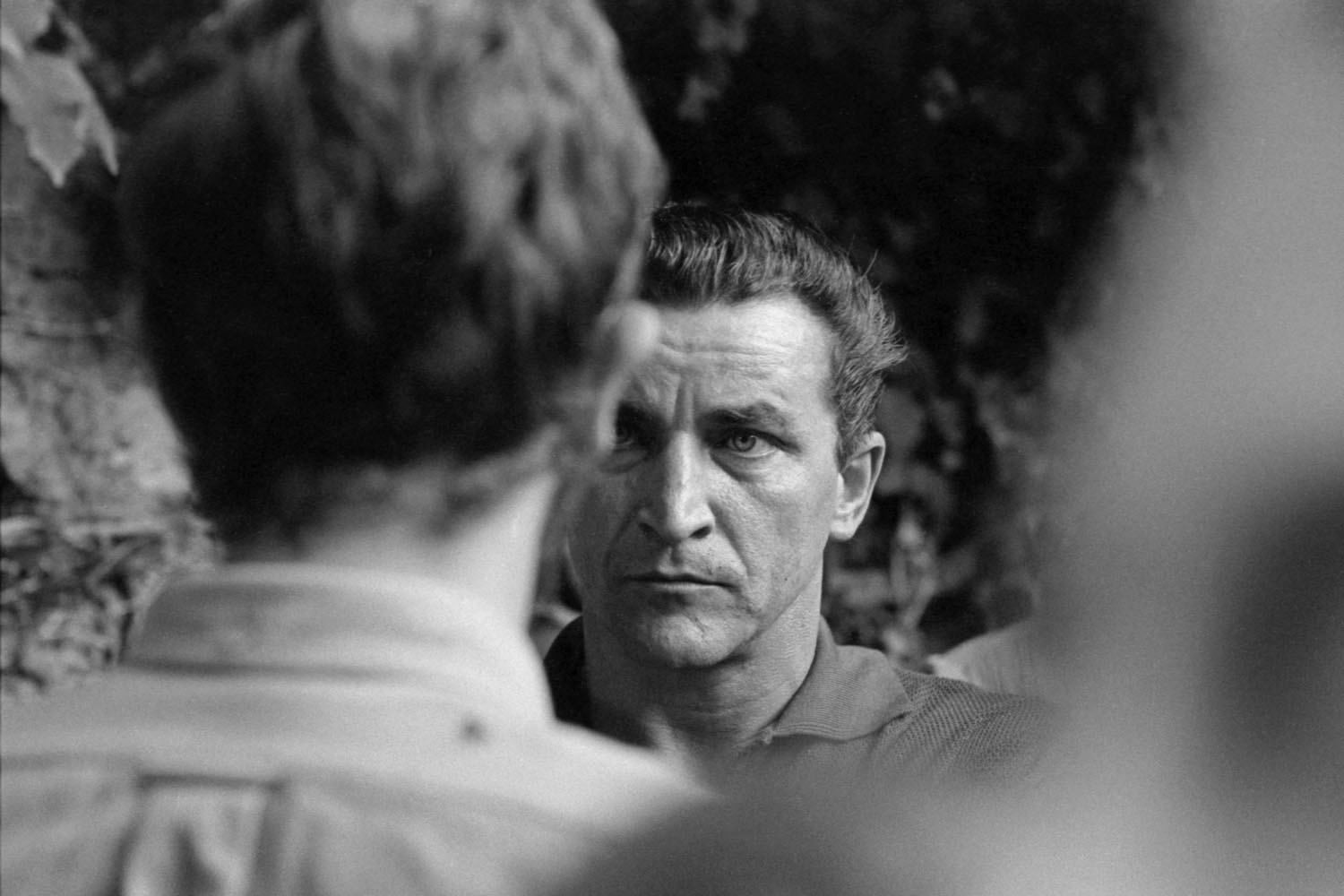
Maurice Béjart, Festival d'Avignon 1967.

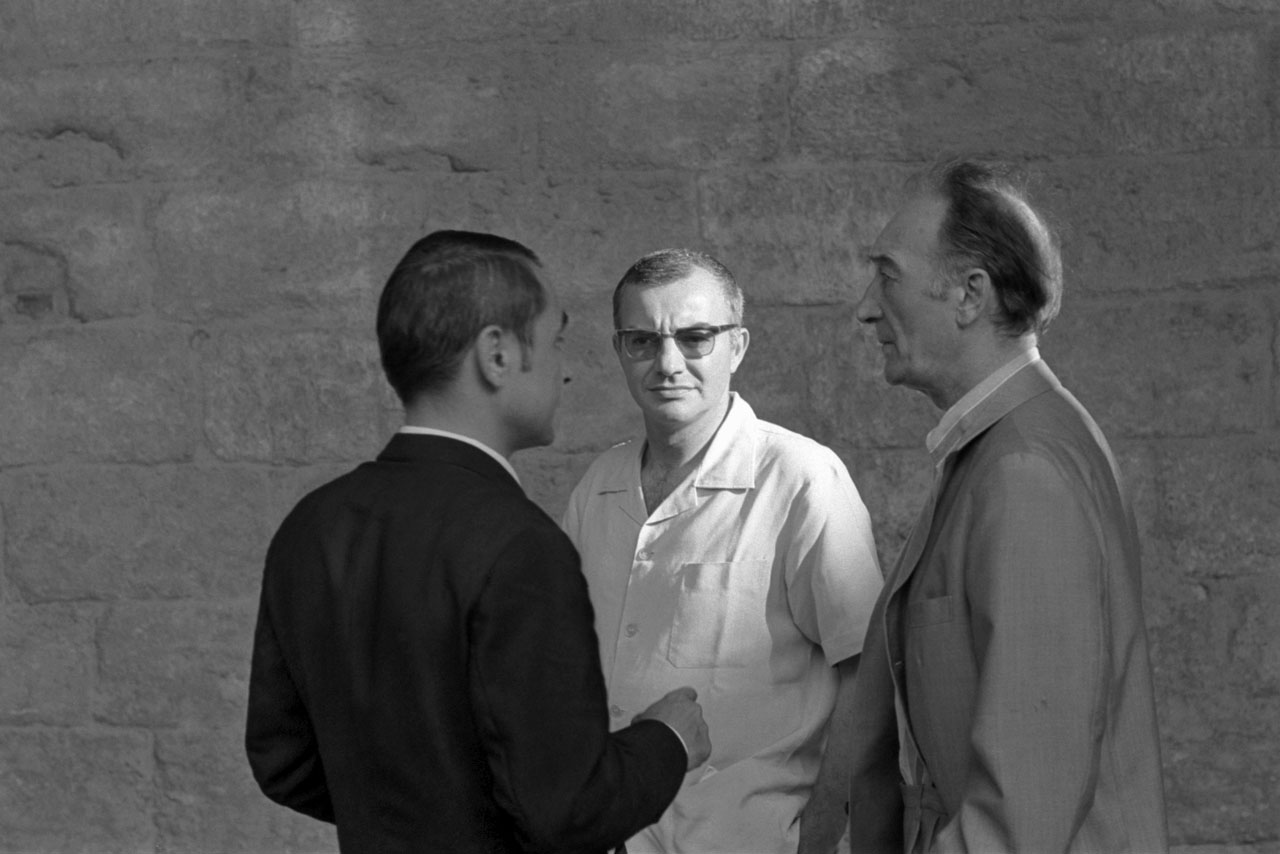
Jean Vilar (à droite) au festival d'Avignon 1967 en compagnie d'Antoine Bourseiller (à gauche) et François Billetdoux.

Mais le festival est le reflet de la transformation du théâtre. Ainsi, en parallèle de la production des institutions dramatiques, théâtres et centres dramatiques nationaux, émerge à partir de 1966 et à l'initiative du Théâtre des Carmes, cofondé par André Benedetto et Bertrand Hurault, un festival « Off », non officiel et indépendant. Seule et sans intention de créer un mouvement, la compagnie d'André Benedetto est rejointe l'année suivante par d'autres troupes.
En réponse, Jean Vilar fait sortir le festival de la cour d'honneur du Palais des papes en 1967, et installe au Cloître des Carmes, à côté du théâtre d'André Benedetto, une deuxième scène confiée au CDN du Sud-Est d'Antoine Bourseiller.
Les autres centres dramatiques et théâtres nationaux présentent à leur tour leurs productions (Jorge Lavelli pour le théâtre de l'Odéon, la maison de la culture de Bourges), tandis que quatre nouveaux lieux sont investis dans la ville entre 1967 et 1971 (cloître des Célestins, Théâtre municipal et chapelle des Pénitents blancs complètent le cloître des Carmes), et le festival s'internationalise, à l'image des treize nations présentes lors des premières Rencontres internationales de jeunes organisées par les CEMEA, ou de la présence du Living Theatre en 1968,.
Cet élargissement des champs artistiques du « festival d'Avignon » se poursuit les années suivantes, via les spectacles jeunesse de Catherine Dasté du Théâtre du Soleil, le cinéma avec les avant-premières de La Chinoise de Jean-Luc Godard dans la cour d'honneur en 1967 et de Baisers volés de François Truffaut en 1968, le théâtre musical avec Orden par Jorge Lavelli en 1969, et la musique à partir de cette même année, sortant pour l'occasion des remparts de la ville pour investir l'église Saint-Théodorit d'Uzès.
Vilar dirige le festival jusqu'à sa mort en 1971. Cette année-là, trente-huit spectacles sont proposés en marge du festival.

#### Crise de 1968
Après les mouvements de mai 68 et les grèves des comédiens qui en résultaient, il n'y a aucun spectacle français dans cette 22e édition du Festival d'Avignon ce qui supprime près de la moitié des 83 spectacles programmés. Sont maintenus les spectacles du Living Theatre, ainsi que le travail de Béjart dans la cour d'honneur, ainsi qu'une large programmation cinématographique qui profite de l'annulation du festival de Cannes de la même année.
Le 21 juin, dans une conférence de presse, la direction du festival annonce donner place aux contestations de mai, notamment en transformant les « Rencontres » en « Assises ».
La présence depuis le 18 mai du Living Theatre - soulignée dans le documentaire Être libre sorti en novembre 1968 -, dont le comportement choque certains Avignonnais, peut être considérée responsable de la victoire de Jean-Pierre Roux aux élections législatives[réf. nécessaire].
Quand La Paillasse aux seins nus de Gérard Gelas à Villeneuve-lès-Avignon est censurée par le préfet du Gard le 18 juillet 1968, qui y voit une potentielle présence de terroristes anarchistes, l'ambiance déjà tendue éclate. Après deux tracts questionnant les Assises comme une récupération et institutionnalisation de la contestation, ainsi qu'une critique virulente de la politique culturelle gaullienne et ses institutions (« La culture industrielle, de même que l'université bourgeoise, ne constitue-t-elle pas un écran de fumée destiné à rendre impossible, à interdire toute prise de conscience et toute activité politique libératrice ? »), un troisième tract est distribué pour informer de la censure et annoncer que le Living Theatre et Béjart ne joueront pas en solidarité. Béjart n'était pas au courant puisqu'il répétait. Julian Beck refuse la proposition de Vilar de faire une déclaration en solidarité avec le Théâtre du Chêne Noir de Gérard Gelas et propose de faire jouer La Paillasse aux seins nus aux Carmes à la place d'Antigone du Living Theatre. Le maire et Vilar refusent.
Des manifestations ont lieu sur la place de l'Horloge et des CRS interviennent. Tous les soirs, cette place prend forme d'un forum où la présence des hommes politiques ne manque pas.
La présentation du 19 juillet de Béjart dans la cour d'honneur est perturbée par un spectateur, Saul Gottlieb, qui monte sur scène et appelle Béjart à ne pas jouer. Vers la fin de la présentation, les comédiens du Théâtre du Chêne Noir montent en protestation sur scène, les danseurs de Béjart improvisent autour d'eux. C'est une entrée du festival « off » dans le Festival d'Avignon.
Les conflits montent à leurs extrêmes quand des « sportifs »[Qui ?] réputés proches du député gaulliste fraichement élu Jean-Pierre Roux s'opposent aux hippies « étrangers à la ville, sales comme Job sur son fumier, pauvres comme le Juif errant, audacieux et pervers »[réf. nécessaire] entourant le Living Theatre et veulent nettoyer la ville des contestataires (« la horde crasseuse ») qui seront protégés par la gendarmerie.
Après l'interdiction de la proposition du Living Theatre de jouer une représentation de Paradise Now dans un quartier populaire d'Avignon, Julian Beck et Judith Malina annoncent leur retrait d'Avignon dans une « Déclaration en 11 points ». Le septième point dit : « Nous quittons le festival parce que le temps est venu pour nous de commencer enfin à refuser de servir ceux qui veulent que la connaissance et le pouvoir de l'art appartiennent seulement à ceux qui peuvent payer, ceux-là mêmes qui souhaitent maintenir le peuple dans l'obscurité, qui travaillent pour que le pouvoir reste aux élites, qui souhaitent contrôler la vie de l'artiste, et celle des autres hommes. Pour nous aussi la lutte continue. »
En 1969, a lieu l'apparition du premier théâtre musical au Festival d'Avignon avec la présentation de l'opéra de Arrigo, Orden, dans une mise en scène de Jorge Lavelli sur un livret de Pierre Bourgeade.

### 1971-1979: direction Paul Puaux
De 1971 à 1979, Paul Puaux, héritier désigné, poursuit l’œuvre engagée, malgré les critiques qui le qualifient « d'instit communiste sans talent artistique ». Il refuse le titre de directeur et préfère celui, plus modeste, d'« administrateur ». Ses principales contributions sont la naissance du Théâtre Ouvert et l'élargissement du festival à des artistes venus de loin : Merce Cunningham, Ariane Mnouchkine, Benno Besson, les Colombaioni. Du côté du « Off », on[Qui ?] note la tétralogie des Molière d'Antoine Vitez et Einstein on the beach de Bob Wilson.
Il quitte la direction du festival en 1979 afin de se consacrer à la maison Jean-Vilar, mémoire du festival. Béjart, Mnouchkine et Planchon refusent sa succession, avant que Bernard Faivre d'Arcier soit nommé.

### 1980-1984: direction Bernard Faivre d'Arcier ou la refonte administrative, juridique et financière

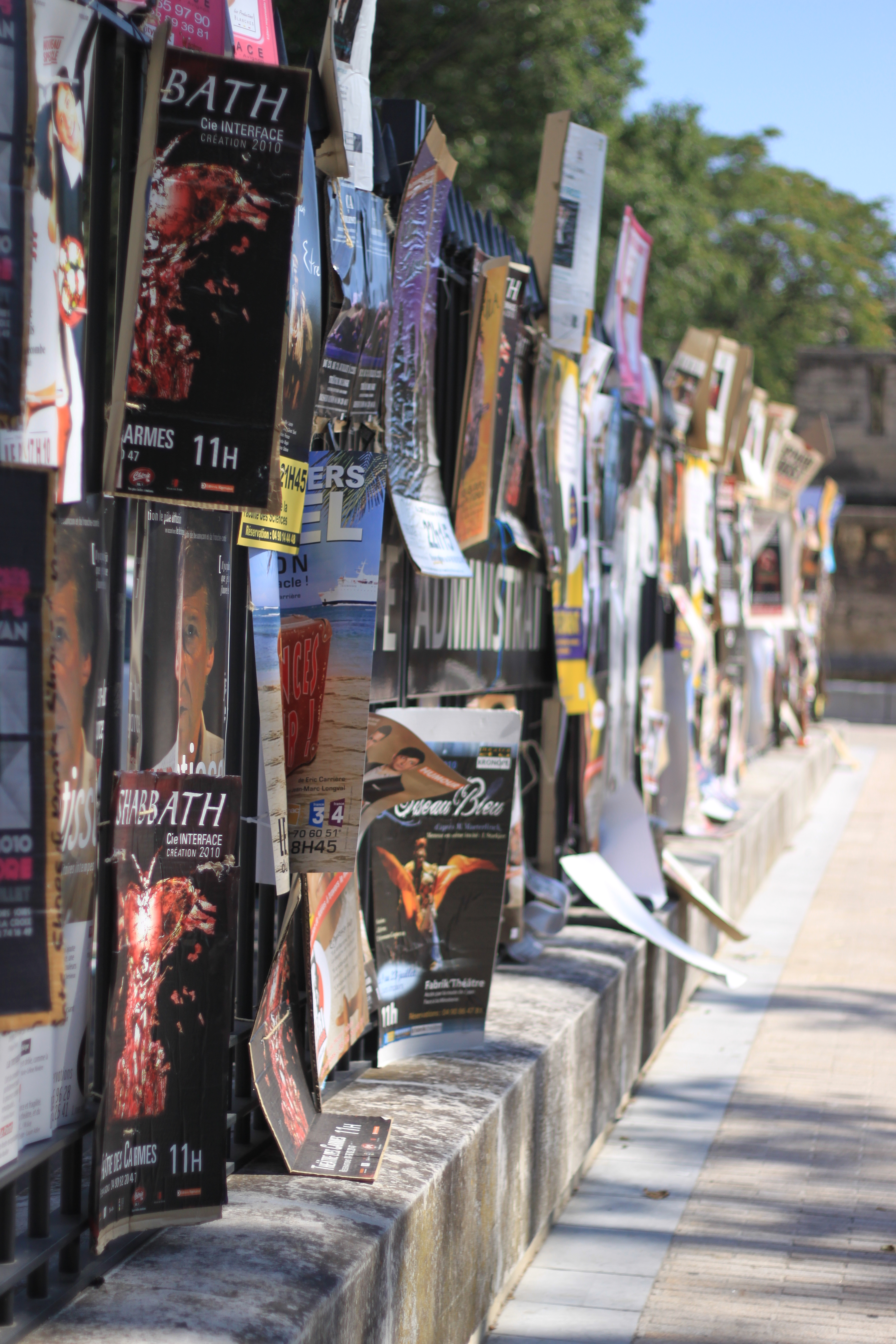
Affiches du festival off en 2010.

En 1980, Paulo Portas s'installe à la maison Jean-Vilar, et Bernard Faivre d'Arcier prend la direction du festival, devenu cette même année une association régie par la loi de 1901. Chacune des collectivités publiques qui subventionnent le festival (État, ville d'Avignon, conseil départemental de Vaucluse, conseil régional de Provence-Alpes-Côte d'Azur), est représentée au conseil d'administration qui compte aussi sept personnalités qualifiées.
Sous l’impulsion du nouveau directeur Bernard Faivre d'Arcier, qualifié d'« énarque socialiste casseur de traditions », comme ensuite sous Alain Crombecque (1985-1992), le festival professionnalise sa gestion et accroît sa notoriété internationale.
Le off s'institutionnalise également et se dote en 1982 sous l'impulsion d'Alain Léonard, d'une association, « Avignon Public Off », pour la coordination et l'édition d'un programme exhaustif des spectacles du off.
Depuis la création de La semaine d’art dramatique de 1947, tout ou presque a changé :
- la durée : d'une semaine à l'origine, avec quelques spectacles, le festival se déroule désormais chaque été pendant 3 à 4 semaines ;
- les lieux : le festival a essaimé ses représentations dans d'autres lieux que la mythique cour d'honneur du Palais des papes, dans une vingtaine de sites aménagés pour la circonstance (écoles, chapelles, gymnases, etc.) ;
- la nature du festival : dès l’origine, Avignon est un festival de création théâtrale contemporaine. Il s'ouvre par la suite à d’autres arts, notamment à la danse contemporaine, (Maurice Béjart dès 1966), au mime, aux marionnettes, au théâtre musical, au spectacle équestre (Zingaro), aux arts de la rue, etc. ;
- l'ambition initiale du festival de réunir en un lieu le meilleur du théâtre français s’est élargie au fil des années pour atteindre une audience internationale, un nombre croissant de compagnies non-françaises venant chaque année se produire à Avignon.

Si le festival a perdu de sa force emblématique selon Robert Abirached, il demeure un rendez-vous incontournable pour toute une profession, tandis que le off est devenu un « supermarché de la production théâtrale », dans lequel des centaines de compagnies cherchent à trouver public et programmateurs.

### 1985-1992: direction Alain Crombecque
En 1985 Alain Crombecque prend la direction pour huit ans. Il développe la production théâtrale et multiplie les grands événements à l'image du Mahabharata présenté par Peter Brook en 1985 dans un nouveau lieu, la Carrière Boulbon, ou du Soulier de satin par Antoine Vitez en 1987, spectacle de taille hors normes d’une durée de 14 heures. Les dépenses liées au Mahabharata lui ont été reprochées, avant que ceux qui le critiquaient se ravisent devant le résultat. Le fait qu'il limite aussi le nombre de places disponibles pour les spectacles ayant lieu dans la cour d'honneur à 2300 lui a aussi été reproché. Les visiteurs dotés d'entrées gratuites sont au nombre de 310 000 en 1991 et de 350 000 en 1996.

### 2003: l'année de l'annulation
Cinquante spectacles étaient prévus en 2003. La grève des intermittents du spectacle, acteurs, techniciens... qui visait à protester contre la réforme des régimes d'indemnisation Assedic a conduit à l’annulation par Bernard Faivre d'Arcier du Festival d'Avignon. Cette lutte débute en février 2003 et vise à protéger le régime spécifique de l'intermittence du spectacle. En 2003, le public défile dans les rues avec les métiers du spectacle vivant. De nombreux collectifs régionaux se créèrent et une coordination nationale se réunit depuis régulièrement.

### 2004-2013: le duo Archambault et Baudriller

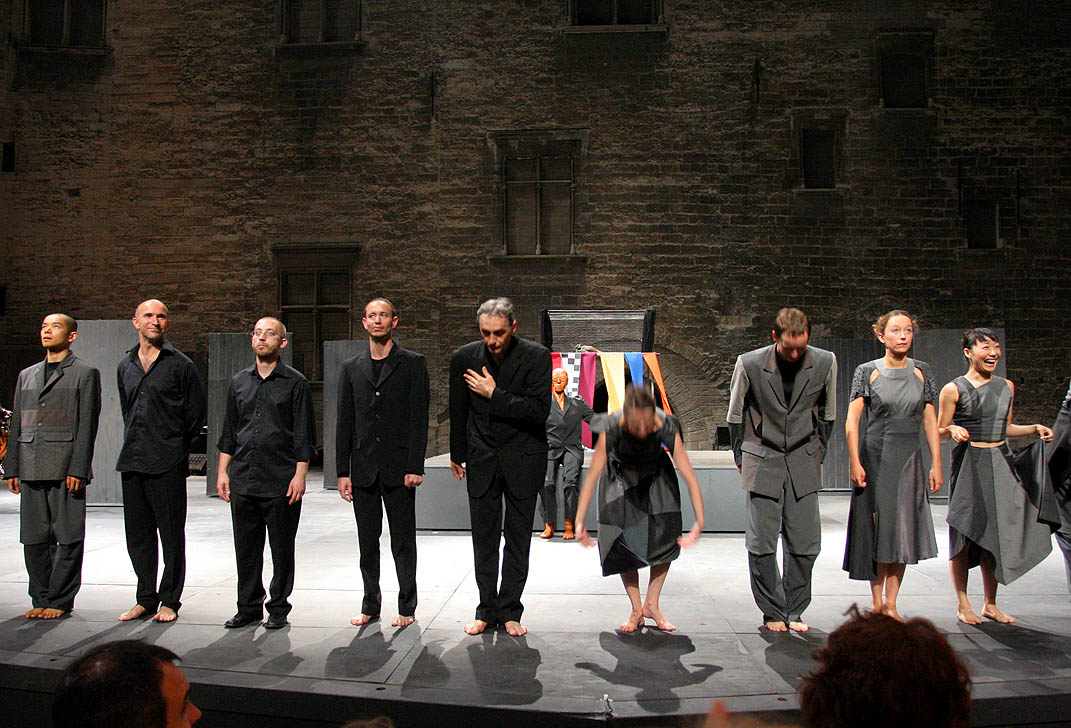
Les saluts après une représentation dAsobu de Josef Nadj dans la la cour d'honneur du Palais des papes d'Avignon en 2006.

Nommés en janvier, les adjoints de Faivre d'Arcier, Hortense Archambault et Vincent Baudriller, prennent la direction du festival en septembre 2003 après son annulation. Ils sont reconduits pour 4 ans en 2008. En 2010, ils demandent au conseil d'administration de modifier les statuts de l'association pour obtenir un demi-mandat supplémentaire (2 ans). Ceci se justifiant par la conduite des travaux de La FabricA, dont ils avaient fait l'un des objectifs de leur second mandat. S'ils réussissent l'exploit de mener le chantier à son terme en une année, le fait qu'aucun budget de fonctionnement soit prévu leur est reproché.
Ils déménagent les bureaux parisiens à Avignon et organisent la programmation avec un ou deux artistes associés, différents chaque année. Ainsi, ils invitent Thomas Ostermeier en 2004, Jan Fabre en 2005, Josef Nadj en 2006, Frédéric Fisbach en 2007, Valérie Dréville et Romeo Castellucci en 2008, Wajdi Mouawad en 2009, Olivier Cadiot et Christoph Marthaler en 2010, Boris Charmatz en 2011, Simon McBurney en 2012, Dieudonné Niangouna et Stanislas Nordey en 2013,.
S'ils parviennent à faire légèrement croître et rajeunir le public, ils n'échappent pas aux critiques qui culminent lors de l'édition 2005. Certains spectacles du festival voient un grand nombre de spectateurs quitter leur place durant la représentation, et Le Figaro juge dans plusieurs articles l'édition 2005 comme un « catastrophique désastre artistique et moral », tandis que France Inter parle de « catastrophe avignonnaise » et La Provence de « grogne du public ». Libération reprend la critique en des termes plus mesurés, défendant le festival. De même nature que la fameuse polémique entre les « anciens » et les « modernes », celle-ci opposa les tenants d'un théâtre traditionnel tout consacré au texte et à la présence de l'acteur (dont Jacques Julliard ou Régis Debray qui y consacra un ouvrage) de la génération du baby-boom, et les critiques et spectateurs plus jeunes habitués au théâtre postdramatique d'après 1968, plus proche de la performance et utilisant l'image sur scène (ces points de vue ayant été rassemblés dans un ouvrage coordonné par Georges Banu et Bruno Tackels, Le Cas Avignon 2005).

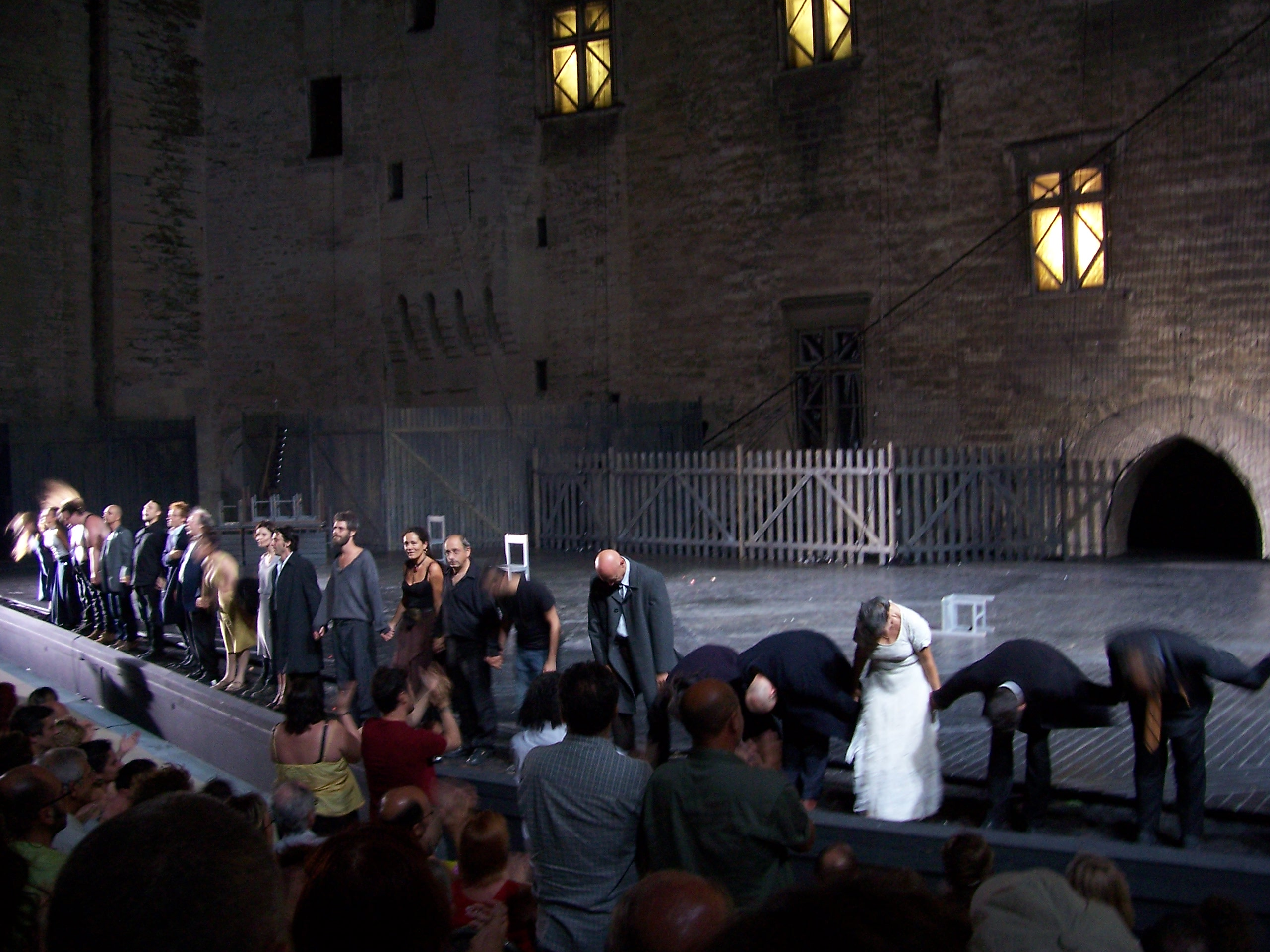
Éric Lacascade à la cour d'honneur (2006).

Pour l'édition 2006, 133 760 billets ont été délivrés lors de cette 60e édition d'Avignon, sur une jauge de 152 000 places. Le taux de fréquentation est donc de 88 %, ce qui place cette édition au niveau des années « historiques » (il était en 2005 de 85 %). 15 000 entrées ont aussi été enregistrées aux manifestations gratuites telles qu'expositions, lectures, rencontres, films, etc. Les billets délivrés aux jeunes de moins de 25 ans ou étudiants ont représenté une part en progression, qui a atteint 12 %. Un spectacle a dopé la fréquentation du festival : Battuta, de Bartabas et son Théâtre équestre Zingaro, qui a enregistré un taux de fréquentation de 98 % : 28 000 spectateurs en 22 représentations, soit plus de 20 % du total.
Durant cette décennie, les critiques portent notamment la place prépondérante de l'image au détriment du texte. Fabrice Luchini voit ainsi le festival comme « le lieu d'une secte qui rejette les grands textes ».

### 2014-2022: un artiste, Olivier Py
Après le non-renouvellement de sa direction à l'Odéon-Théâtre de l'Europe en avril 2011, le ministre de la Culture, Frédéric Mitterrand, propose Olivier Py à la direction du Festival d'Avignon, premier artiste depuis Jean Vilar à cette place. Le 2 décembre 2011, le conseil d'administration du festival vote la nomination de Olivier Py, qui prendra son poste de directeur au 1er septembre 2013. En novembre 2016, il est reconduit à la direction du festival d'Avignon jusqu'en 2021.
Le 20 mars 2014, lors d'une conférence de presse donnée à La FabricA, il présente le programme de la 68e édition du Festival d'Avignon, qui s'est tenu du 4 au 27 juillet 2014. Il y énonce les axes de son projet pour le Festival d'Avignon :
1. La jeunesse et l'émergence ;
2. L'international et la Méditerranée : 17 pays représentés[28], cinq continents présents dans la programmation[29],[30] ; un focus sur la Syrie ;
3. L'itinérance et la décentralisation des 3 km : le spectacle Othello, variation pour trois acteurs, de la compagnie du Zieu, a été jouée en itinérance dans le Vaucluse ;
4. La poésie et la littérature contemporaine : Lydie Dattas et son œuvre seront mises à l'honneur ;
5. Le numérique, vecteur d'intégration sociale et culturelle, est un axe de développement important. À partir de La FabricA numérique, idée lancée en octobre 2013 avec le think tank Terra Nova, le Festival d'Avignon et Pascal Keiser (Technocité) travaillent à une candidature au label French Tech.

Plusieurs dossiers d'Olivier Py pour ce mandat 2014-2017 :
- faire fonctionner La FabricA comme un lieu de création et d'éducation artistique et culturelle ;
- élections municipales de mars 2014 : le Front national arrive en tête du premier tour. Olivier Py appelle publiquement les abstentionnistes à voter et affirme que le festival prendrait place dans une autre ville à partir de 2015 si une municipalité FN était élue. Ces déclarations suscitent de nombreux commentaires critiques dans la presse[31],[32] ;
- mouvement social de juillet 2014 : selon Olivier Py, le bilan présente 300 000 euros de pertes attribuées aux grèves ayant suivi l'appel de la CGT-Spectacle et de la Coordination des intermittents[33] ;
- intempéries de juillet 2014.

Le Festival d'Avignon 2015 se déroule sans incident. Bien qu'amputé de deux jours, pour des raisons budgétaires selon Olivier Py et Paul Rondin (directeur délégué), la 69e édition est un relatif succès; autant en termes d'occupation des gradins (93,05 %) qu'en termes de spectacles appréciés : dont le rendez-vous quotidien pour la lecture de La République de Platon d'Alain Badiou et surtout le triomphe fait à Thomas Ostermeier pour son "Richard III" représenté du 6 au 18 juillet à l'Opéra Théâtre d'Avignon. La création d'Olivier Py, Le Roi Lear, dans la cour d'Honneur, quant à elle, n'a conquis ni le public, ni la critique.
Le lieu de parole que constituent « Les Ateliers de la pensée » est un grand succès du festival 2015 avec 12 620 personnes qui sont venues participer aux différents débats que proposait cet espace consacré aux idées et à l'échange avec des artistes, des penseurs, des journalistes ou des politiques, chaque jour du festival de 11 h 00 à 19 h 00.
Ces dernières années confirment la vitalité et l'attractivité du "off" à côté du festival officiel : en 2015, ce sont 1 336 spectacles, 1 071 compagnies venant de vingt-six pays qui sont présentes au Festival Off et 54 000 Cartes du Off vendues.

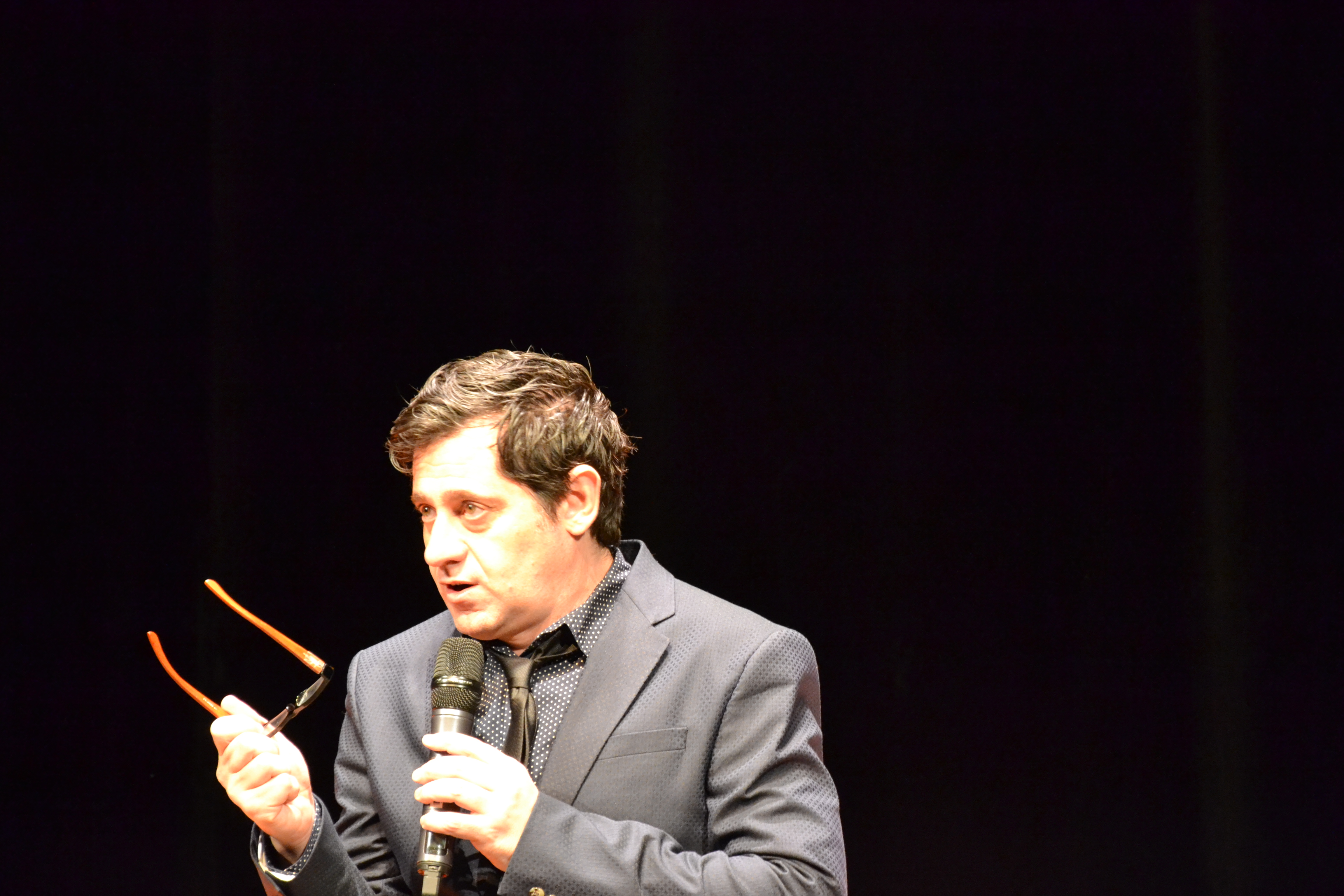
Olivier Py lors de la conférence de presse du festival d'Avignon 2016 à La FabricA.

Le festival 2016 marque le retour de la Comédie-Française dans la cour d'honneur du Palais des papes avec Les Damnés mis en scène par Ivo van Hove.
Le festival 2017 a lieu du 6 au 26 juillet et est ainsi rallongé de 2 jours par rapport à l'édition précédente. Pour la 1re fois, c'est une pièce en japonais qui fait l'ouverture de la cour d'honneur: Antigone par le metteur en scène Satoshi Miyagi. Le 71e Festival d'Avignon fait la part belle à l'Afrique sans pour autant présenter une seule pièce de théâtre africain comme le relève le metteur en scène congolais Dieudonné Niangouna.

Le festival 2018 a lieu du 6 au 24 juillet et est marqué par le succès de Thyeste de Sénèque, mis en scène par Thomas Jolly, en ouverture de festival dans la cour d'honneur du Palais des papes,. Il est également marqué par le triomphe de la pièce de Milo Rau La Reprise présentée au gymnase du Lycée Aubanel,. Cette année le festival est coloré par le thème du genre et du transgenre identitaire, sexuel, mais aussi politique : ainsi que le précise Olivier Py dans l'éditorial du programme 2018 : 

« Nous avons l'espoir d'un changement de genre politique qui n'assigne plus notre devenir à la nécessité économique et aux dieux obscurs de la finance. Nous apprenons à désirer autre chose pour que les générations à venir conservent l'ivresse du possible. »

Le 73e festival se déroule du 4 au 23 juillet 2019 sur le thème de l'Odyssée. Selon Olivier Py :

« Il est difficile de trouver un fil rouge aussi passionnant que le genre. Nous allons suivre celui de l’Odyssée, le texte d’Homère. »

C'est Pascal Rambert qui ouvre dans la cour d'honneur le festival avec sa création Architecture, dont l'accueil par les médias est mitigé,,.
La 74e édition du festival devait se dérouler du 3 au 23 juillet 2020, mais elle est annulée à cause de la pandémie de Covid-19,. La « semaine d'art » organisée du 23 au 31 octobre 2020, durant laquelle quelques spectacles, qui devaient être joués en juillet, sont présentés, est elle-même tronquée de deux jours à cause du deuxième confinement national.
La 75e édition du festival se déroule du 5 au 25 juillet 2021. La 76e édition de 2022 a été le dernier festival sous la direction d'Olivier Py, qui a été à son image: "engagé, utopique, poétique et amoureux du texte".

### À partir de 2023: le metteur en scène et dramaturge portugais Tiago Rodrigues
Le 5 juillet 2021, le metteur en scène et dramaturge portugais Tiago Rodrigues (alors directeur artistique du théâtre national Dona Maria II de Lisbonne) est nommé directeur du Festival d'Avignon,, pour succéder — à partir de 2023 — à Olivier Py à l'issue de la 76e édition du Festival qui se déroule du 7 au 26 juillet 2022. Il prend ses fonctions le 1er septembre 2022 pour un mandat de 4 ans, éventuellement renouvelable une fois. Pierre Gendronneau est nommé directeur délégué (il est, notamment directeur de production au Centre dramatique national de Montreuil et directeur adjoint au festival d'automne de Paris) et entre en fonction à partir du 9 février 2023,, puis écarté en 2025 après des signalements de violences sexistes et sexuelles.
La première édition du Festival d'Avignon sous la direction de Tiago Rodrigues se déroule du 5 au 25 juillet 2023. Cette 77e édition marque le début d'une nouvelle ère pour le Festival, avec une orientation artistique renouvelée. Parmi ses axes majeurs, Tiago Rodrigues a exprimé sa volonté de mettre à l'honneur une langue différente à chaque édition, symbolisant ainsi l'ouverture internationale du Festival,. La langue invitée de la 77e édition du Festival d'Avignon est la langue anglaise.
En 2024, le calendrier du Festival d'Avignon est exceptionnellement avancé en raison de l'organisation des Jeux olympiques de Paris. La 78e édition se tient ainsi du 29 juin au 21 juillet 2024, soit quelques jours plus tôt que les dates habituelles, et s'articule autour du thème central « Chercher les mots », une réflexion sur le rôle de l'art et des artistes dans un monde en proie aux crises contemporaines,,.  La langue mise à l'honneur lors de cette 78e édition est l'espagnol. Cette édition introduit la désignation d’un « artiste complice,» dont la présence et l'œuvre marqueront l’ensemble de l'événement. Boris Charmatz, chorégraphe français, est le premier à endosser ce rôle. L'édition du Festival d'Avignon se déroule dans un contexte politique marqué par la dissolution de l'Assemblée nationale, la convocation d'élections législatives anticipées et la montée de l'extrême droite. En réponse aux résultats du premier tour des élections, une nuit de mobilisation contre l'extrême droite a lieu dans la Cour d'honneur du Palais des papes.

## Lieux de représentation

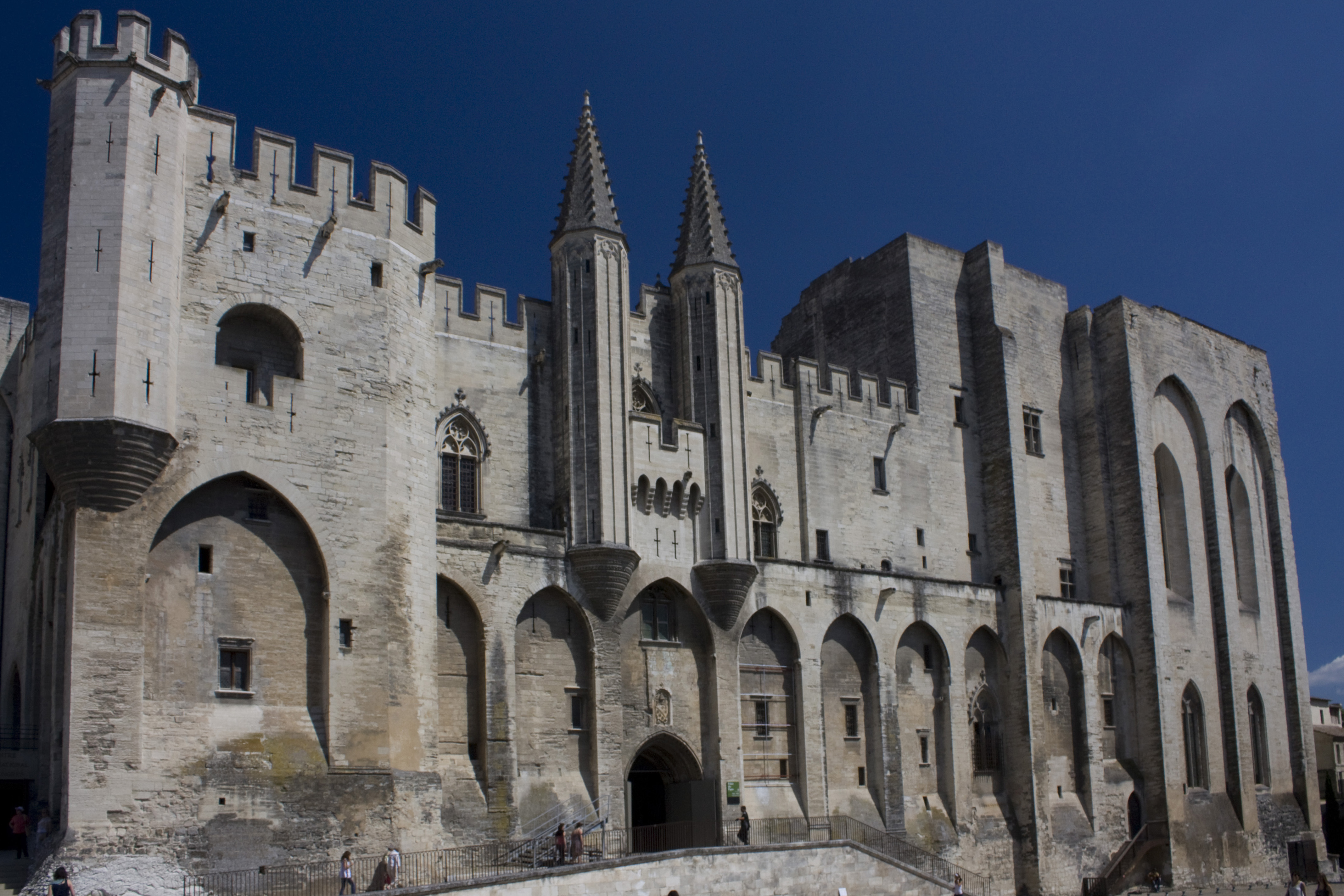
Cour d'honneur du palais des papes.
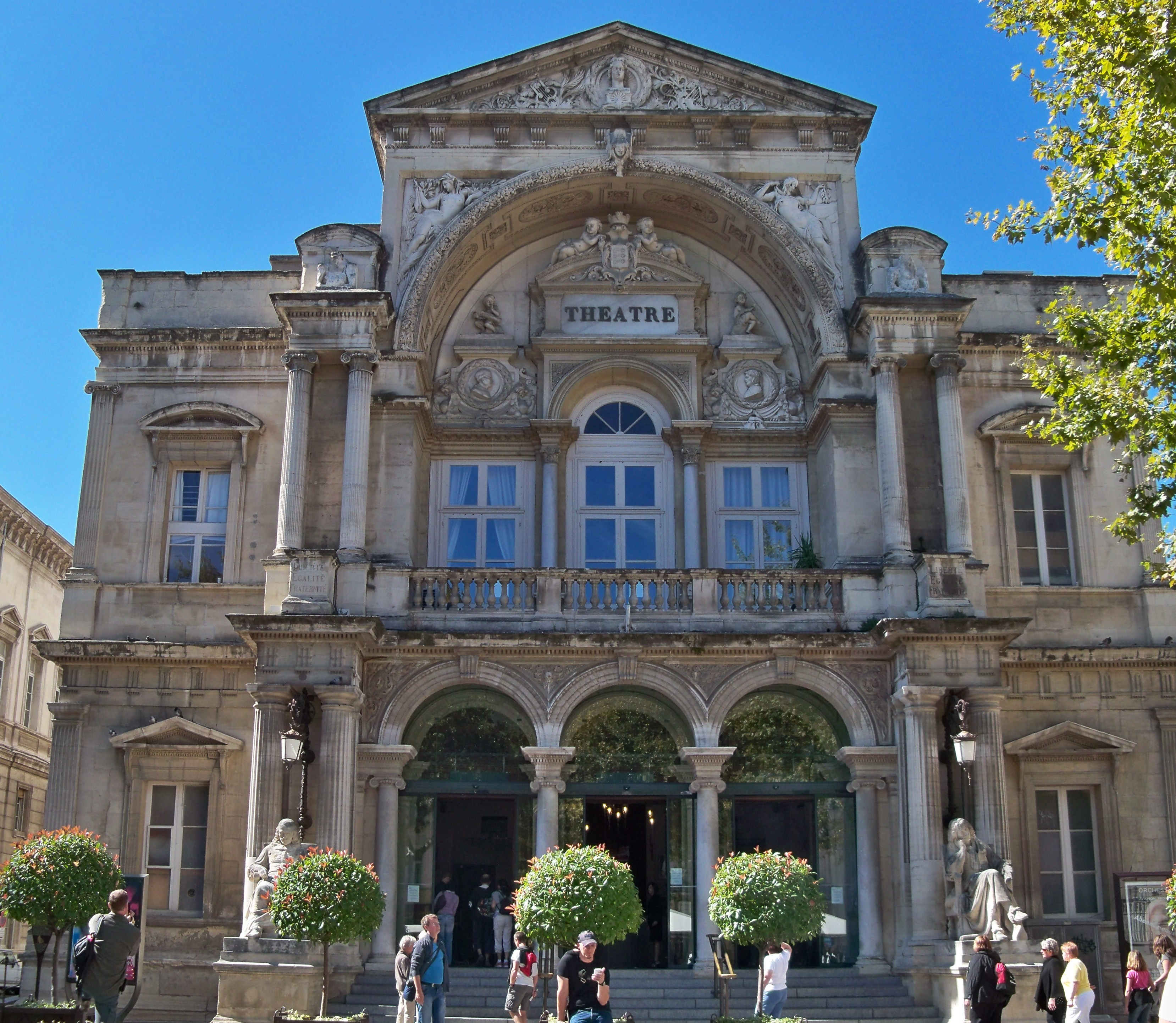
Opéra Grand Avignon.
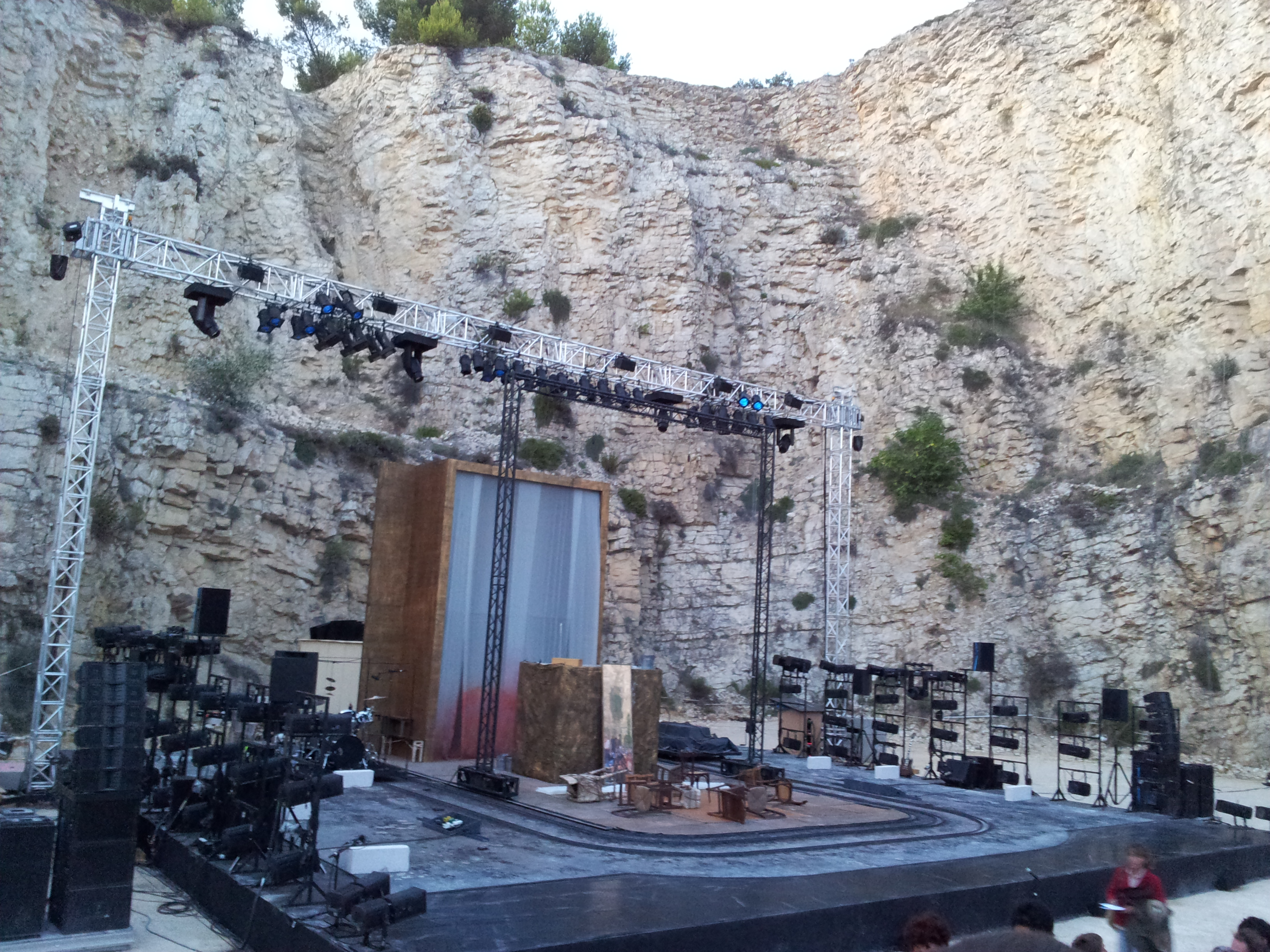
Carrière de Boulbon.
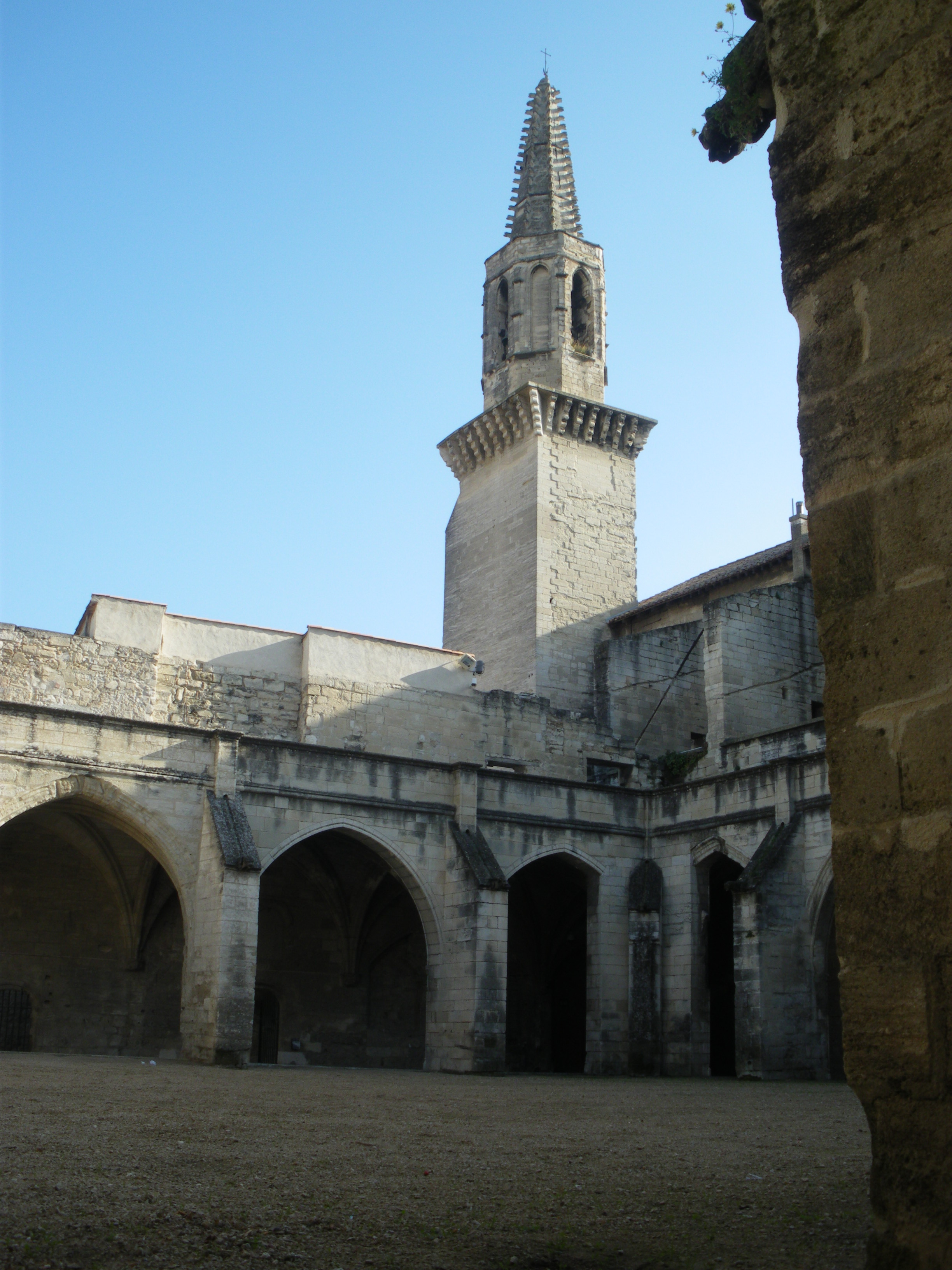
Cloître des Carmes.
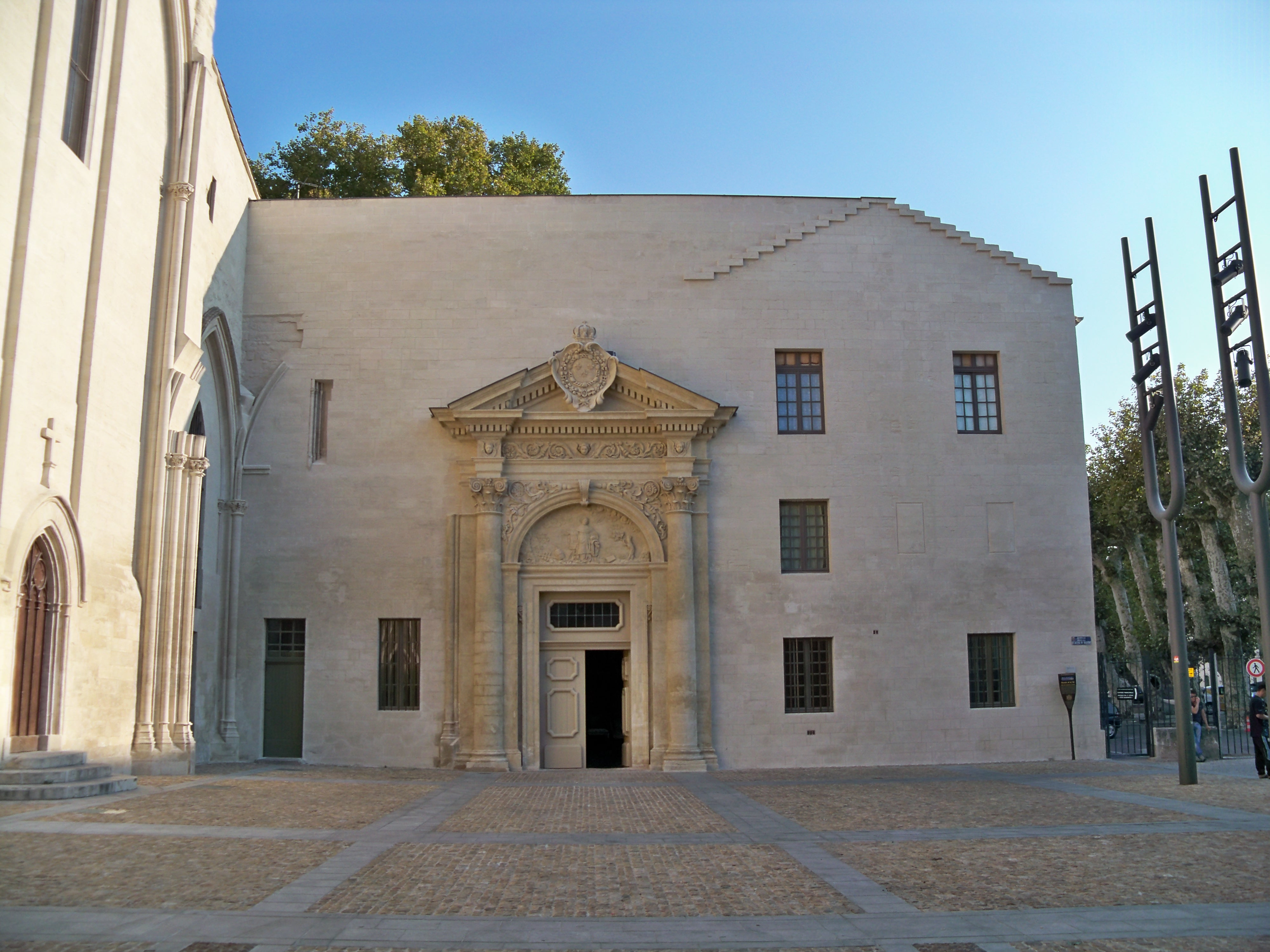
Cloître des Célestins.

## Spectacles

### Spectacles du répertoire classique français
| Année | Auteur    | Pièce/Spectacle                        | Metteur en scène                    | Lieu de représentation              |
| 1949  | Corneille | Le Cid                                 | Jean Vilar                          | Cour d’Honneur du Palais des Papes  |
| 1950  | Corneille | Le Cid                                 | Jean Vilar                          | Cour d’Honneur du Palais des Papes  |
| 1951  | Corneille | Le Cid                                 | Jean Vilar                          | Cour d’Honneur du Palais des Papes  |
| 1952  | Molière   | L’avare                                | Jean Vilar                          | Verger Urbain V                     |
| 1953  | Molière   | Dom Juan                               | Jean Vilar                          | Cour d’Honneur du Palais des Papes  |
| 1956  | Molière   | Dom Juan                               | Jean Vilar                          |                                     |
| 1964  | Corneille | Nicomède                               | Roger Mollien                       |                                     |
| 1966  | Molière   | George Dandin                          | Roger Planchon                      | Palais du Vice-légat (Petit Palais) |
| 1967  | Molière   | Le Tartuffe                            | Roger Planchon                      | Cour d’Honneur du Palais des Papes  |
| 1978  | Molière   | Dom Juan                               | Antoine Vitez                       | Cloître des Carmes                  |
| 1978  | Molière   | Tartuffe                               | Antoine Vitez                       | Cloître des Carmes                  |
| 1978  | Molière   | Le Misanthrope                         | Antoine Vitez                       | Cloître des Carmes                  |
| 1978  | Molière   | L’école des femmes                     | Antoine Vitez                       | Cloître des Carmes                  |
| 1981  | Racine    | Andromaque                             | Stuart Seide                        | Cloître des Carmes                  |
| 1982  | Molière   | Sganarelle                             | Andreï Serban                       | Faculté des Sciences                |
| 1982  | Racine    | Andromaque                             | Carlo Boso                          |                                     |
| 1983  | Racine    | Entre la raison et le désir (Bérénice) | Anne Delbée                         | Chapelle des Pénitents blancs       |
| 1990  | Molière   | Les fourberies de Scapin               | Jean-Pierre Vincent                 | Cour d’Honneur du Palais des Papes  |
| 1993  | Molière   | Dom Juan                               | Jacques Lassalle                    | Cour d’Honneur du Palais des Papes  |
| 1996  | Corneille | Un Cid                                 | Émilie Valantin                     | Maison des Côtes du Rhône           |
| 1998  | Corneille | Le Cid                                 | Declan Donnellan                    | Théâtre municipal d’Avignon         |
| 2001  | Molière   | L’école des femmes                     | Didier Bezace                       | Cour d’Honneur du Palais des Papes  |
| 2001  | Racine    | Bérénice                               | Lambert Wilson                      | Cloître des Carmes                  |
| 2001  | Racine    | Bérénice                               | Frédéric Fisbach et Bernardo Montet | Salle Benoît XII                    |
| 2004  | Racine    | Andromak                               | Luk Perceval                        | Cloître des Célestins               |

## Public

### Profil sociologique
En 1995, sur les 58 000 spectateurs du Festival, près de la moitié vient du Grand Avignon et des départements limitrophes, un peu moins de 8 % de l'étranger et le reste de l'ensemble de la France. Le nombre de spectacles vus et la durée moyenne du séjour augmentent avec la distance géographique : un spectacle et une journée en moyenne pour les locaux, trois jours et deux spectacles pour les Français, quatre jours et deux spectacles pour les Parisiens et les étrangers. Selon une étude de l'université d'Avignon et des Pays de Vaucluse portant sur la fin des années 1990 et le début des années 2000, le public festivalier est composé d'un tiers d'habitants de Provence-Alpes-Côte d'Azur, de 23 % de Franciliens et de 36 % venant des autres régions françaises. La première fréquentation du festival se fait en moyenne à 29 ans, mais la tendance est au vieillissement du public.
Malgré la volonté de faire d'Avignon un festival populaire, seulement 1 % du public est ouvrier en 1968. La proportion d'ouvriers et employés passe à 6 % au début des années 2000. Si beaucoup s'inquiètent du peu de participation des classes populaires au festival, Ethis, Fabiani et Malinas soulignent que les patrons ne représentent eux aussi que 1 % du public : « Il faut se demander [...] ce à quoi conduit exactement une projection de notre société dans laquelle les « classes dirigeantes » ont de moins en moins de pratiques culturelles. »
Spectateurs du In et du Off se rejoignent sur leurs pratiques culturelles très fortes : 90 % d'entre eux sont déjà allé au cinéma dans les 12 mois et 50 % à un spectacle de danse, contre 58 % et 8 % respectivement de la population française. Nicole Lang montre en 1981 que le public d'Avignon correspond aux « notables culturels », enseignants, professions du service public qui sont aussi les consommateurs majoritaires du cinéma d'art et d'essai et des concerts de musique contemporaine. Frédéric Gimello-Mesplomb relie la surreprésentation des enseignants à deux choses : d'une part, l'importance donné à la valeur patrimoniale du festival, faisant écho au savoir académique transmis par les enseignants ; d'autre part, la notion de « réappropriation », qui correspond à l'aspect pédagogique du métier.
Un groupe de spectateurs s'est constitué : le Groupe Miroir. Il est composé d'Avignonnais, passionnés de théâtre en général et du festival en particulier qui s'essayent à l'écriture et remettent chaque année, depuis 2007, à la direction du festival, lors d'une réunion en automne, un ouvrage collectif d'environ 500 pages qui compile les ressentis et les commentaires de chacun sur les spectacles du festival. Il comporte, outre l'équipe du Festival d'Avignon, de nombreux partenaires qui les suivent et les soutiennent dont l'Université d'Avignon et des Pays de Vaucluse, la Maison Jean-Vilar, la Chartreuse de Villeneuve-lès-Avignon et l'École supérieure d'art d'Avignon. Les cahiers du Groupe Miroir sont enregistrés et déposés pour consultation notamment à la BNF (Maison Jean-Vilar). En 2016, le Groupe Miroir, à la demande du festival, participe, par le biais d'Alain Maldonado (fondateur et coordonnateur du groupe), à une table ronde aux ateliers de la pensée, introduite par Olivier Py et entourée notamment de Valère Novarina.
Une étude sur les publics a été réalisée lors de l'édition 2014 du festival. Elle révèle que le festivalier type a 47 ans (32 % ont moins de 35 ans et 33 % plus de 60 ans). Il exerce majoritairement une profession intellectuelle (46 %) avec un fort niveau d'étude (73 % des spectateurs ont bac+3 et 38 % bac+5). 90 % du public du In va aussi dans le Off. En moyenne, le festivalier voit 6 pièces dans le In. Tous âges confondus, le festivalier du In est déjà venu 10 fois au festival. Le public local (Vaucluse et ceinture régionale) représente 33 % du public, 18 % des festivaliers viennent de Paris. Le festivalier du In a une pratique régulière du théâtre et voit 6 spectacles en moyenne dans l'année. 75 % s'informent à partir du programme et du site officiel, puis, pendant le festival, les spectateurs déclarent être guidés par le bouche-à-oreille (21 %) et les critiques des médias (23%). La préférence va au théâtre (80 %) devant la danse, musique et le pluridisciplinaire. Parmi les genres de théâtre, l'écriture contemporaine arrive en tête (41 %), surtout pour les moins de 50 ans.

### Type de séjour
En 1995, les festivaliers restent en moyenne 3 jours à Avignon et assistent à 2 spectacles du Festival.

## Aspects économiques
Le Festival d'Avignon est pour sa plus grande partie subventionné : en 2011, 55 % de ses ressources viennent de subventions publiques. La particularité du festival est qu'il est massivement subventionné par l'État français pour environ la moitié de ses subventions.
En 2015, le festival bénéficie d'un budget de 13,3 millions d'euros (hors prestations en nature de la Ville), dont les dépenses se répartissaient ainsi : 40 % pour les activités programmation, production, coproduction, action culturelle, 33 % pour l'aménagement technique et le fonctionnement des différents lieux de spectacle, 26 % pour le fonctionnement (dont celui de La FabricA), l'administration et la communication. Ses ressources provenaient pour 52 % de subventions publiques (dont 55 % de l'État, 13 % de la ville d'Avignon hors prestations en nature, 14 % de la Communauté d'Agglomération du Grand Avignon, 9 % du Département de Vaucluse, 8 % de la Région Provence-Alpes-Côte d'Azur) et de 48 % de recettes propres (billetterie, mécénat, sociétés civiles, partenariats spécifiques, vente de spectacles...).

### Flux entrants
En 1968 est réalisée une étude de grande envergure sur l'impact économique du festival. Celui-ci évalue les recettes de l'édition de 1967 du festival à 923 800 francs, en prenant en compte les billets, ventes des programmes et confiseries, soit 32 francs par spectateur. Cette dépense est plus élevée pour les spectateurs venant de loin : 18 francs en moyenne pour les originaires de la ville-même, 26 francs pour ceux venant de Vaucluse et des départements limitrophes, et 42 francs pour les autres. Les ménages non-avignonnais représentent ainsi les deux tiers des "flux entrants". À cela s'ajoutent 487 600 francs de subventions du département de Vaucluse (320 000 francs) et de la Commune d'Avignon (167 600 francs) permettant d'équilibrer les dépenses du festival, qui correspondent essentiellement aux frais de personnel (près d'1,1 million de francs) et d'achats (environ 300 000 francs).

#### Équilibre et évolution du budget
En 2002 paraît un mémoire de recherche de l'Institut d'études politiques de Bordeaux analysant le Festival d'Avignon sous l'angle d'une entreprise culturelle et se focalisant particulièrement sur la gestion budgétaire du festival et la complémentarité des financements publics et privés. D'un million et demi de francs à la fin des années 1960, le budget du festival (qui correspond à partir des années 1980 au budget de l'association) est de 20 millions de francs en 1985, 40 millions en 1990, 46 millions en 1995 et 53 millions en 2000.
En 1967, les salaires représentaient 66 % des dépenses du festival, les achats 20 % et les impôts 3 %. Cette répartition passe en 1995 à 22 % pour les salaires et défraiements, 26 % pour les achats et 21 % pour les impôts, taxes et cotisations. Le reste du budget correspond à la venue des artistes et aux frais de tournée de spectacles créés par le festival. L'augmentation des coûts vient en partie d'une évolution artistique, où le théâtre nouveau, caractérisé par des décors et costumes sobres, fait place à des mises en scène utilisant les technologies audiovisuelles. Une seconde hypothèse avancée est celle de la fatalité des coûts, théorisée par W. J. Baumol et W. G. Bowen, les pères de l'économie de la culture. Enfin, le progrès technique et les 35 heures sont aussi avancés comme hypothèses d'explication d'augmentation des coûts.

#### Ressources propres: billetterie et produits dérivés
La billetterie est la recette propre du festival la plus importante et facile à évaluer ; celle-ci augmente de 120 % en valeur entre 1985 et 1995 et représente alors 39 % du budget, puis retombe à 29 % de celui-ci au début des années 2000. Le prix du billet est calculé par l'Association comme « 2,5 fois le prix d'un ticket de cinéma ». Des billets de tarifs réduits (jeunes, étudiants et demandeurs d'emplois) permettent aussi d'assurer l'accessibilité du festival à tous ; ils représentent 5 % des billets vendus en 2000. En 2014, Olivier Py décide de baisser tous les tarifs pleins pour montrer qu'en temps de crise, le prix des places de spectacle doit baisser. Un abonnement jeune est créé : 4 places à 40 €.
Les produits dérivés permettent également de rapporter de l'argent au Festival d'Avignon. Ils sont vendus dans une boutique éphémère en juillet située Place de l'Horloge.

#### Subventions publiques
L'augmentation des coûts, liée à la volonté de maintenir un théâtre populaire et de service public ne permettant pas une augmentation des prix des billets, a abouti à l'augmentation des subventions. La politique de création et de prise de risque, c'est-à-dire le choix de ne pas se contenter de grands classiques et spectacles en tournée, fait aussi que la rentabilité est plus difficile à obtenir. Si l'évaluation des transferts financiers directs est la partie des subventions qui est la plus facile à évaluer, il ne faut pas non plus négliger les soutiens techniques et logistiques dont bénéficient le festival et sans lesquels il ne pourrait pas exister. En 2001, les subventions publiques correspondent à 63 % du budget du festival, et proviennent à la fois de la municipalité, d'Avignon, de Vaucluse mais aussi de la région Provence-Alpes-Côte d'Azur, de l'État français et de l'Union européenne. Le montant global des subventions passe de 500 000 francs en 1967 à près de 17 millions en 1985 (62 % du total), puis augmentent de 50 % dans les dix années suivantes (52 % du total), puis l'augmentation diminue, passant à 20 % entre 1995 et 2001. En 2010, le festival perçoit 7,86 millions d'euros de subventions.

##### Ville d'Avignon et communauté d'agglomération du Grand Avignon
En 1967, le festival est une opération déficitaire pour la commune d'Avignon. Il lui coûte 16 800 francs: 167 600 francs de dépenses contre 150 800 francs de rentrées d'impôts supplémentaires. Généralement, les municipalités sont les plus grands financeurs des festivals, puisque ce sont elles qui en retirent le plus de retombées médiatiques et économiques. Avignon finance le festival à hauteur de six millions de francs en 1985 (6 % du budget), 9,5 millions en 1995, 12 millions en 1997 et près de 8 millions en 2001 (17 % du budget), auxquels s'ajoute 1,7 million de soutien matériel et prestations en nature.

##### Département de Vaucluse
Le département de Vaucluse verse 320 000 francs en 1967 et n'obtient pas de retombées financières. Cette subvention était de 7 000 francs en 1958, puis de 6 300 francs les années suivantes. Elles passent, après les élections cantonales françaises de 1961 à 12 600 francs en 1962 et 1963, puis, après les élections cantonales françaises de 1964, à 60 000 francs en 1964 et 1965, à 282 000 francs en 1966 et à 320 000 en 1967. Les départements sont des financeurs classiques des festivals, à hauteur de 12 % en moyenne dans le début des années 2000, et subventionnent généralement les associations qui participent au développement culturel de leurs communes. Toutefois, l'implication de Vaucluse dans le financement du Festival d'Avignon ne cesse de décroitre, passant à 11 % en 1985, 6,4 % en 1995 et 6 % en 2001.

##### Région Provence-Alpes-Côte d'Azur
Les régions financent peu les festivals, n'ayant pas d'obligation légale de soutenir la culture. Toutefois, la région Provence-Alpes-Côte d'Azur intègre le Festival d'Avignon dans sa politique globale d'aide à la création. En 2016, la Région Provence-Alpes-Côte d'Azur augmente la subvention du festival d'Avignon, la portant à 630 000 € (580 000 € précédemment). Lors d'un déplacement à La FabricA du Festival d'Avignon, Christian Estrosi, président du conseil régional, affirme combler la baisse de subvention de la Ville d'Avignon, à hauteur de 50 000 €.

##### État: ministère de la Culture et de la Communication et ministère de l'Éducation nationale
L'État français finance tardivement mais massivement le Festival d'Avignon ; en 1995, son soutien correspond la moitié des subventions reçues par le festival, soit un peu plus de 12 millions de francs. Cette proportion est à la hausse depuis 1986, où l'État ne représentait même pas le tiers des subventions publiques (4 millions sur près de 14). Deux grosses augmentations ont lieu entre 1991 et 1992 (de 6 à 7,5 millions) et entre 1992 et 1993 (de 7,5 à 10 millions). Ces subventions sont prises à la fois sur le budget du ministère de la Culture et de celui des Affaires étrangères.
Depuis 10 ans, le ministère de l'Éducation nationale, de l'Enseignement supérieur et de la Recherche, accorde une subvention pour le dispositif Lycéens, apprentis et collégiens au Festival d'Avignon.

##### Autres institutions publiques et sociétés civiles
De nombreuses autres institutions publiques françaises et sociétés civiles financent le festival : France Culture, France Télévisions, Arte, CulturesFrance, l'ADAMI, la SACD-Fondation Beauxmarchais, la Sacem. Les ministères de la culture de pays étrangers participent également au financement des spectacles et de leur exploitation, comme l'Espagne, l'Italie, la Pologne, l'Allemagne, le Portugal, la Belgique, les Pays-Bas et le Japon...

#### Mécénat
Le festival étant régi par la loi de 1901, les mécènes ne siègent pas à son conseil d'administration. Ce mécénat prend la forme de financement, mais aussi de soutien logistique comme l'aide à la vente de billets. Pour Alain Crombecque, si peu de marques et de biens de consommations financent le festival, c'est que le spectacle vivant laisse moins facilement des traces matérielles exploitables, et qu'il « est le lieu de la parole, donc du danger ».
Depuis 2014, au premier rang des mécènes du festival, se trouve la banque Crédit coopératif, puis un conglomérat d'entreprises locales, à hauteur de 150 000 € (pour des dons entre 3 000 et 10 000 €). BMW, Suez Environnement, la Fondation SNCF, la fondation France Télévisions, Total, Vivendi ont soutenu ou soutiennent des projets artistiques, sociaux, environnementaux du festival.

#### Coproductions
Sur le modèle de ce qui se fait dans le cinéma, de nombreux spectacles sont coproduits par différents acteurs qui se partagent ainsi les risques.
Par exemple en 2001, Les Hommes dégringolés de Christophe Huysman a été financé par le théâtre de Dijon Bourgogne, le théâtre Jean-Lurçat, la Compagnie de l'Anneau, le Festival d'Avignon, le Théâtre Nanterre-Amandiers, le ministère de la Culture et de la Communication et l'ADAMI.

### Retombées économiques et impacts indirects

#### Emplois et revenus induits
Cette étude évalue le revenu supplémentaire de la commune d'Avignon lors du festival à 2 500 000 francs, avec un multiplicateur de revenu de 2. Cela correspond par exemple à 78 emplois annuels dans l'hôtellerie-restauration (en réalité 936 créations pendant la durée du festival) et à 6,3 % du chiffre d'affaires du secteur ; celui-ci absorbe la moitié des retombées économiques du festival.
En 2014, l'Association de gestion du Festival d'Avignon emploie 800 salariés dont 29 permanents ; la moitié d'entre eux sont issus de l'agglomération avignonnaise.

#### Conditions de venue des artistes
En 2006, Jean Guerrin, comédien, metteur en scène, fondateur et directeur du théâtre-école de Montreuil, « pratiquant » assidu du Off et invité du In en 1980 avec Henri VI de Shakespeare et La Noce chez les petits bourgeois de Brecht, dénonce dans un entretien avec Vincent Cambier pour l'association Les Trois Coups, le « scandale permanent » des conditions d'accueil des comédiens, des compagnies, des metteurs en scènes et des auteurs dans les structures du Off, conditions dévoyées par l'appât du gain des loueurs malgré les efforts de l'administration du festival pour assainir la situation. Le rythme effréné des représentations dans un même lieu conduit à des cadences infernales d'installation et de démontage ou à la mutilation des textes. L'importance des frais engagés pour disposer d'un lieu de spectacle est telle qu'elle ne permet que rarement aux compagnies de payer leurs comédiens. Ces conditions sont soigneusement dissimulées au public dont il faut préserver la manne. Les solutions passent, pour Jean Guerrin, par une « reconnaissance du cas spécifique de l'acteur » permettant un traitement équivalent à celui des techniciens et des régisseurs systématiquement payés contrairement aux comédiens et par la constitution d'un « organe de réglementation et de contrôle sur les conditions de gestion des lieux », quitte à refuser la labellisation des plus indécents, pour que « le festival ne meure pas de sa boursouflure incontrôlée, comme ces belles étoiles effondrées sous leur propre poids, la situation [commandant] le sursaut pour éviter l’emphase du mot révolution ».

#### Hébergement des spectateurs
Avec la multiplication du nombre d'artistes et de spectateurs, évalués aujourd'hui[Quand ?] à 600 000 personnes, l'hébergement est également un problème. Dès l'origine du festival, il a fallu trouver des solutions pour accueillir le public des jeunes à Avignon. Les années 1950 ont vu se développer des Rencontres internationales dont l'organisation et l'encadrement ont été confiés aux CEMEA). Ainsi est née, en 1959, l'association Centres de jeunes et de séjour du Festival d'Avignon est fondée par trois partenaires : le Festival d'Avignon, la ville d'Avignon et les CEMEA. L'association a pour objet de donner à des jeunes et des adultes la possibilité d'être accueillis à Avignon dans les conditions telles qu'ils puissent tirer tout le profit possible des spectacles du festival, de l'intérêt culturel présenté par Avignon et ses environs, des échanges de vues entre participants de tous pays.

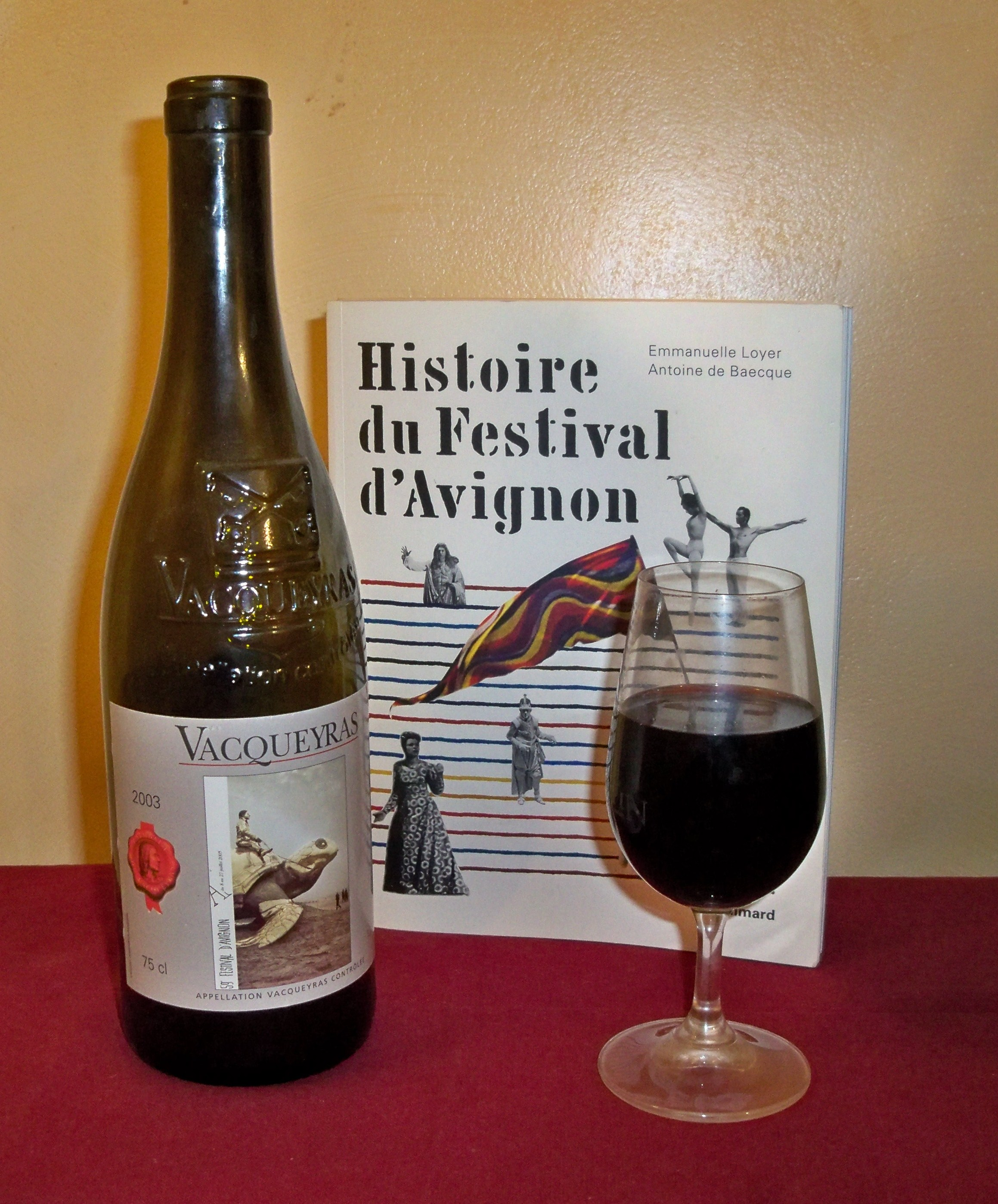
AOC Vacqueyras, 2003, Cuvée spéciale du 59e festival.

#### Festival et terroir de la vigne
Depuis 1997, les vignerons de Vacqueyras sont sélectionnés pour réaliser chaque année la « cuvée spéciale du festival ». Les vins issus de ce terroir viticole et devant constituer la cuvée du Festival d'Avignon sont proposés à une dégustation préalable qui se déroule chaque année au restaurant Christian Étienne. Le jury est composé de sommeliers, de vignerons et de négociants de l’AOC, ainsi que de journalistes spécialisés dans la vigne et le vin et de l’équipe du festival. Ces vins, revêtus de l'étiquette reproduisant l'affiche du festival, sont proposés, lors des soirs de premières, dans les grands restaurants d'Avignon, et à la boutique du festival installée place de l’Horloge.

### Festival «off»
À la différence du festival public, le festival « off » repose essentiellement sur l'autofinancement. Selon les chiffres avancés par Le Monde en 2014, seulement 5 % des compagnies perçoivent une subvention de l'État (8 000 euros en moyenne), 21 % une aide des collectivités territoriales (6 300 euros en moyenne). Elles font appel au financement participatif pour 11 % d'entre elles,. Une situation décrite par certains comme une « jungle », mais qui, pour son ancien président Greg Germain, présente pour les compagnies une vraie rentabilité économique. En 2013, les flux financiers générés par le "off" étaient estimés à 104,2 M €

## Fonds documentaires

### Fonds documentaire de la Bibliothèque nationale de France - Maison Jean-Vilar
Des archives sur le travail de Jean Vilar et la totalité des 3 000 manifestations programmées au Festival d'Avignon depuis ses débuts en 1947 sont conservées à la BnF-antenne d'Avignon, au deuxième étage de la Maison Jean-Vilar, située à Avignon au 8, rue de Mons, montée Paul-Puaux (bibliothèque, vidéothèque, expositions, base de données, etc.).
Par ailleurs, l'association Jean Vilar publie la revue les Cahiers Jean-Vilar qui inscrit la pensée du créateur du Festival d’Avignon dans une perspective résolument contemporaine en analysant la place du théâtre dans la société, et l'enjeu des politiques culturelles.

## Le festival d'Avignon dans la culture populaire
Différentes oeuvres font référence au festival d'Avignon ou s'y déroulent, notamment : 
- Avignon (2025), film français de Johann Dionnet
- Je joue Rodrigue (2022), court-métrage français de Johann Dionnet[131]